# Званба, Соломон Теймуркович
Соломон Теймуркович Званба (Званбай) (1809, с. Дранда, Абхазия —25 октября (6 ноября) 1855 года, р. Ингури, Абхазия) — ученый, этнограф, представитель абхазской интеллигенции XIX века, служил в армии Российской империи. Автор очерков и статей по истории и этнографии абхазского народа.

## Биография
Родился в дворянской семье. Род Званба находился в зависимости от князей Шервашидзе. Правитель Абхазии Георгий (Сафарбей) Шервашидзе (1808—1821), желая скрепить дружбу с младшим братом Хасанбеем, отдал ему на воспитание своего сына Константина (Хуршид-бея). Хасанбей приставил к молодому князю в качестве агандала старшего сына подданного Темурквы Званба — Соломона. Соломону было около 10 лет. Он выделялся своими способностям и скоро был замечен начальником Абхазского отряда полковником А. Г. Пацовским, часто бывавшем в княжеском доме. Пацовский в 1824 году взял к себе на воспитание Соломона и Николая (Эмина) Шакрылом из села Лыхны.
В 1826 на основании ходатайства главнокомандующего на Кавказе генерала А. П. Ермолова Константин Шервашидзе был переведён в Пажеский корпус Петербурга. Вместе с ним отправился и Соломон, но в 1826 по ходатайству Пацовского, Соломон Званба был определён в Дворянский полк. В Дворянском полку в Петербурге он находился с 24 апреля 1828 года по 11 марта 1831 года; 14 марта 1831 года — был произведён в чин офицера, а 10 февраля 1832 года — в прапорщики.
В 1832 году С. Т. Званба был отправлен в 91-й егерский полк, где 22 марта 1834 года произведён в подпоручики. В ноябре того же года его перевели в Мингрельский егерский полк. В марте 1839 года Званба из этого полка был переведён в Черноморский линейный № 10 батальон, где в июне произведен в чин поручика, в марте 1840 года — штабс-капитана, а в ноябре 1841 года — капитана. В тот же батальон в ноябре 1836 года был направлен и известный писатель-декабрист А. А. Бестужев-Марлинский.
С. Т. Званба одновременно приобрел значение у русского начальства в Абхазии, где с 1833 года он, достаточно подготовленный, равно знающий абхазский и русский языки, состоял при абхазском правителе для помощи в переписке с российскими властями. Помимо русского и абхазского языков, он свободно читал и писал на французском.
Правитель Абхазии в 1834 году пожаловал С. Т. Званба грамоту на получение земли в селе Дранда.
В мае 1837 года С. Т. Званба участвовал в военной экспедиции в Цебельду, предпринятой под непосредственным начальством главнокомандующего на Кавказе Г. В. Розена. В ней были ссыльные декабристы А. А. Бестужев-Марлинский и В. С. Норов, а также великий азербайджанский писатель и мыслитель М.-Ф. Ахундов и начальник штаба Кавказского корпуса, декабрист В. Д. Вольховский. Затем, в июне того же года, экспедиция была направлена на мыс Адлер, где при перестрелке с горцами и погиб А. А. Бестужев-Марлинский.
Оставил сведения о военной организации убыхов, в сороковые годы XIX века, находясь в должности джигетского пристава. Джигетское (садзское) приставство протягивалось от Гагр почти до Сочи, и объединяло лишь население в узкой прибрежной полосе (образовано в 1840 году; причислено к Абхазии в 1841 году). В этот период Званба имел возможность наблюдать и изучать жизнь убыхов, особенно во время карательных экспедиций на территорию Убыхии. В начале мая 1842 года С. Т. Званба сопровождал в Петербург «депутацию» из князей и дворян Джигетского (Садзского) приставства, назначенную для представления Николая I. Из «депутации» в пути умерло три человека. О случившемся С. Т. Званба писал из Орла начальнику 3-го отделения Черноморской береговой линии Η. Н. Муравьеву (Амурскому).
В июне 1842 года С. Т. Званба получил звание майора. В мае 1843 года он был переведён в Черноморский линейный № 16 батальон. В том же году Званба назначается начальником войск и милиции, расположенных в Цебельде; с 12 ноября — исполняющим должность джигетского пристава; 11 июня 1845 года — командиром Черноморского линейного № 8 батальона.
К нему неоднократно обращаются князья и дворяне джигетского приставства, в августе 1847 года он принимает старейшин. Джигетское приставство вместе с Цебельдинским приставством в 1847 году было внесено в список приставских управлений на Кавказе.
21 марта 1848 года С. Т. Званба был произведен в подполковники. В августе 1848 года, как «военный специалист по Убыхии и Джигетии», С. Т. Званба был посредником в переговорах между гарнизоном Навагинского форта и убыхским населением с целью прекращения затянувшейся войны. 22 января 1850 года Званба подал рапорт начальнику 3-го отделения Черноморской береговой линии генералу К. К. Гогенбаху с просьбой об отправлении его в Пятигорск для лечения. Из рапорта Гогенбаха на имя начальника Черноморской береговой линии генерала А. И. Будберга становится ясным, что Соломон Теймуркович в это время занимал должность военного начальника укрепления Св. Духа (Адлер).
Соломон Званба 28 мая 1850 года был назначен командиром Черноморского линейного № 10 батальона, а 14 апреля 1852 года назначен командиром Черноморского линейного № 11 батальона. На этой должности С. Т. Званба оставался до конца своей жизни.
Военные заслуги Званбы, проявившего себя храбрым и талантливым военачальником во время Крымской войны (1853—1856), были официально признаны тогдашним главнокомандующим Кавказской армии Н. Н. Муравьевым (Карсским) и руководителем военных операций в Западной Грузии генералом И. К. Багратион-Мухранским.
Погиб в чине подполковника в сражении на Ингури во время Крымской войны.

## Семья
Род его был в зависимости от Шервашидзе, благодаря которым обосновались в Дранде. Правитель Абхазии Зураб Шервашидзе (Чачба) посылал племянника своего Келешбея в Цкыбын (Дранда), чтобы тот выгнал обосновавшихся там князей Дзяпш-Ипа. На их место он поселил звандрипшского дворянина Ламкаца Званба.
Ламкац имел двоих сыновей: Темурква и Матырбея, бывших сверстниками Гасанбея Шервашидзе и приближенных к нему, что помогло и возвыситься и завести весомое положение в крае. После смерти бездетного Соломона, званбовское наследство в Дранде перешло в руки детей Батыршаха, единственного сына Матырбея, как последних наследников по мужской линии.

## Награды
- Орден Святого Станислава 3-й степени (01.05.1836, за участие в экспедиции по устройству сухопутного сообщения на побережье Абхазии, в 1834—1835 годах)
- Орден Святой Анны 3-й степени с бантом (22.04.1839)
- Орден Святого Владимира 4-й степени с бантом (02.08.1844)
- Золотая шпага «За храбрость» (01.02.1845, за участие в десанте против контрабандных судов)
- Орден Святого Георгия 4-й степени за 25 лет службы в офицерских чинах (26.11.1849, № 8253 по кавалерскому списку Григоровича — Степанова)

## Влияние на абхазоведение
Первый сборник его статей «Этнографические этюды» был выпущен к 100-летнему юбилею ученого. Его составил и опубликовал историк Георгий Дзидзария.
Этнограф Юрий Аргун говорит о работах Званбы так:

Он описывает религию, обряды абхазов середины XIX века. Соломон был первым, кто стал изучать убыхов и джигетов
По словам известного советского этнографа профессора М. О. Косвена: 

…его труды составили значительный вклад в абхазоведение
В 2009 году в Абхазском институте гуманитарных исследований им. Д. И. Гулиа прошла научная конференция, посвященная 200-летию Соломона Темруковича Званба.

## Память
- Улица Званба в городах Абхазии